# Traité de Falaise

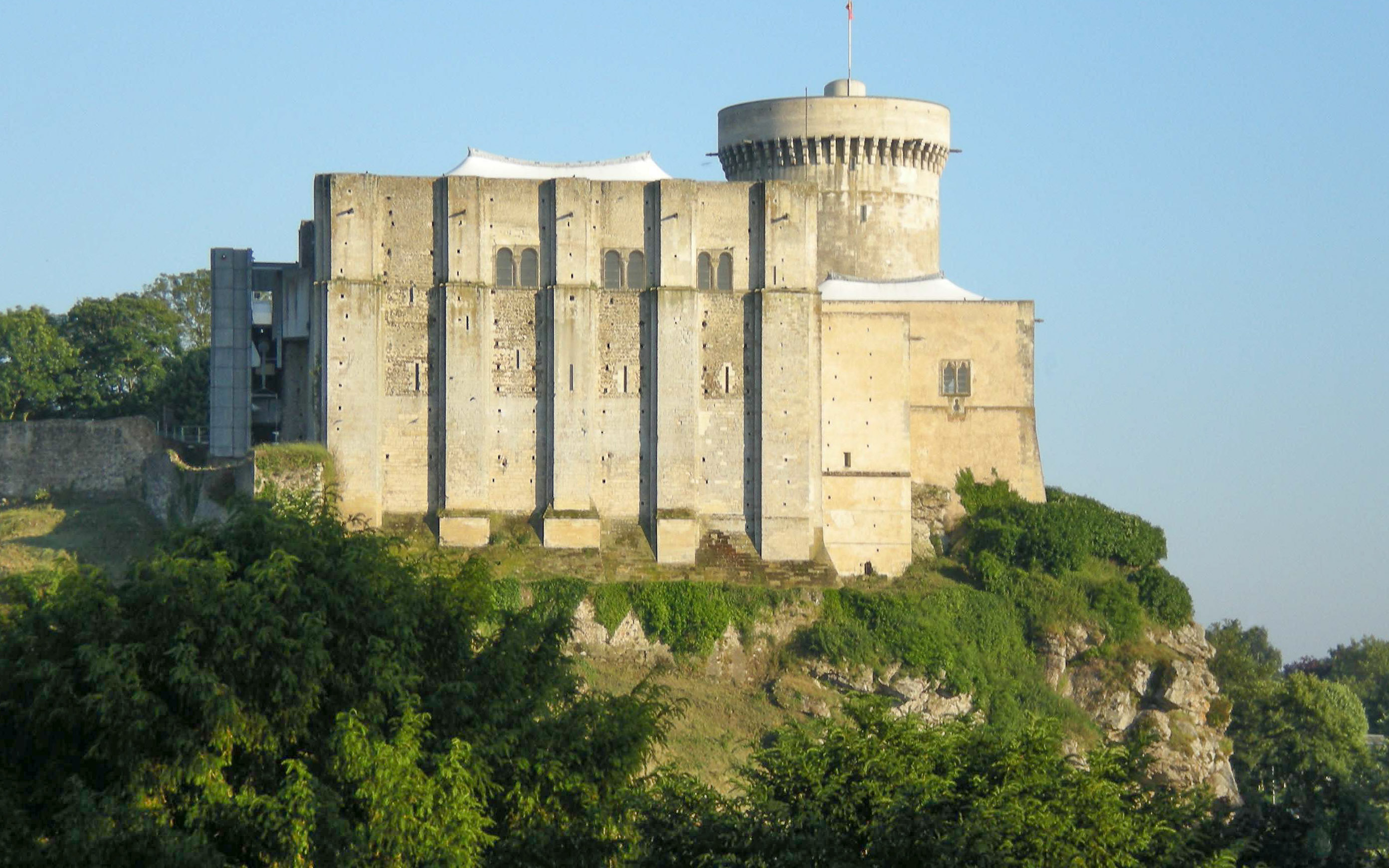
Château de Falaise.

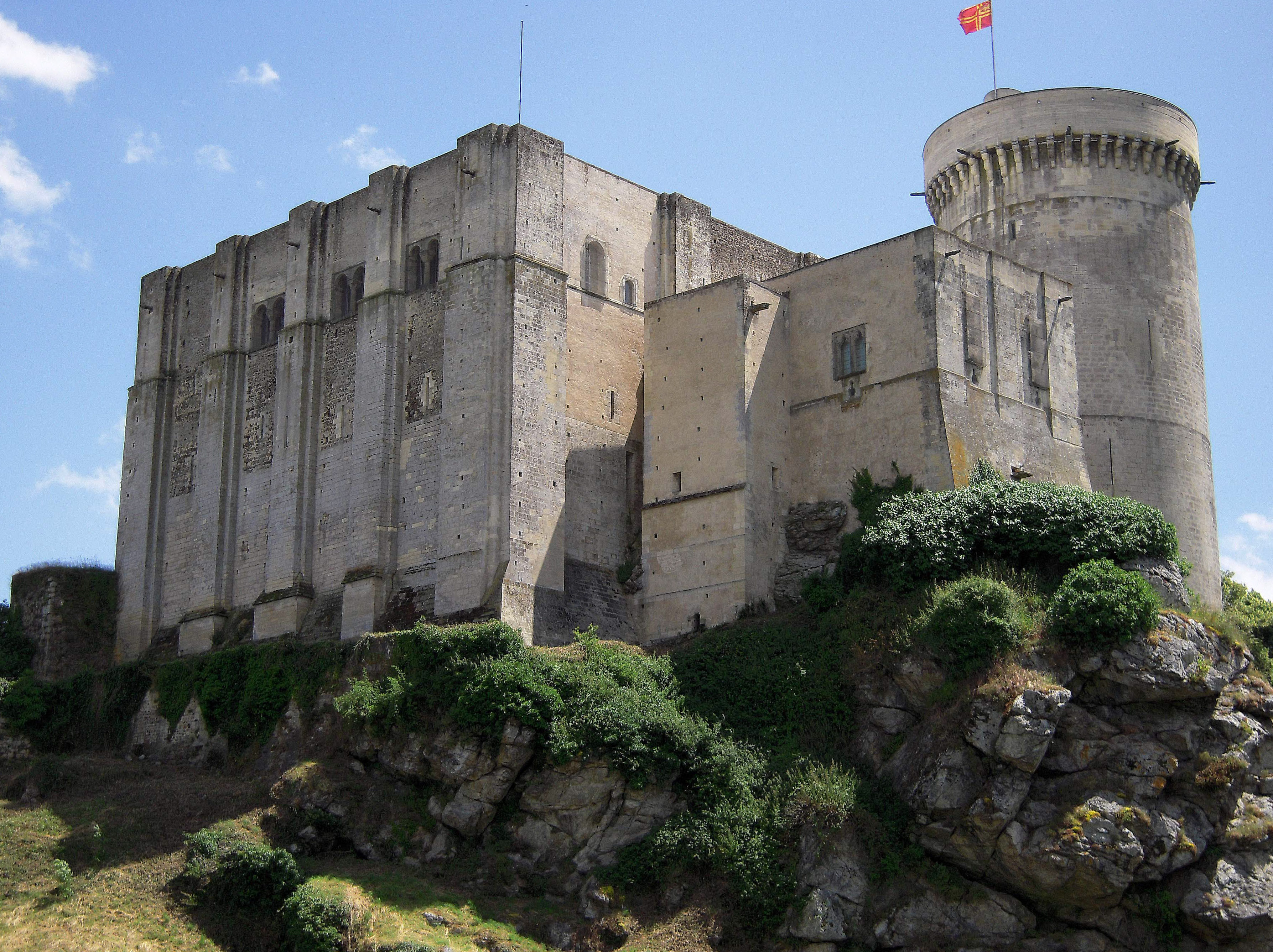
Château de Falaise.

Le roi d'Écosse Guillaume le Lion signe le traité de Falaise le 8 décembre 1174, alors qu'il est prisonnier d’Henri II Plantagenêt, dans la forteresse de Falaise (Normandie). Il se reconnaît vassal du roi d’Angleterre, c’est donc la fin, sur le papier, de l’indépendance écossaise.
Guillaume Ier, devenu le Lion à titre posthume, est monté sur le trône d’Écosse en 1165, à l’âge de 22 ans. Son voisin Henri II est roi d’Angleterre depuis 1154 et, de par ses domaines continentaux, est le souverain le plus puissant d’Europe.
S’associant à la révolte d’Henri le jeune roi contre son père, le roi d’Angleterre, Guillaume envahit le comté de Northumberland en 1174, dont il avait été privé. L’expédition tourne court, ses troupes sont défaites à Alnwick, et lui-même est fait prisonnier. Henri II l’envoie en Normandie où il restera captif durant quatre mois, dans la forteresse de Falaise (lieu de naissance de son arrière-grand-père maternel Guillaume le Conquérant). 
N’ayant pas d'héritier, Guillaume est obligé de transiger, sinon c’est la fin de la lignée royale des rois d’Écosse.
C’est là qu’il signe ce que certains appellent « l’ignominieux traité » : non seulement il reconnaît être le vassal du roi d’Angleterre pour l’Écosse et ses autres possessions, mais aussi l’autorité et la suprématie de l’archevêque d'York sur le clergé d’Écosse. En outre, pour recouvrer la liberté, il remet des châteaux royaux et des otages.
En 1189, Richard Ier, ayant besoin de fonds pour financer sa croisade, revend l’Écosse à Guillaume. Ce traité est abrogé, et remplacé par celui de Canterbury, et une dispense pontificale annule les effets des signatures. 